# Charles Guggenheim
Pour les articles homonymes, voir Guggenheim.
Charles Guggenheim (1924-2002) est un réalisateur et producteur américain, ayant remporté plusieurs Oscars du cinéma.

## Biographie
Charles Guggenheim est né le 31 mars 1924 à Cincinnati en Ohio dans une famille juive allemande. Il souffrait de dyslexie étant enfant sans que cela soit diagnostiqué et était considéré comme lent à l'école. Il n'a appris à lire qu'à l'âge de neuf ans. Il intègre l'armée en 1943 et termine ses études à l'Université de l'Iowa en 1948 avant de se rendre à New York où il travaille pour CBS. Il se marie en 1957.
Il réalise de nombreux documentaires, souvent nommés aux Oscars du cinéma, et en remporte quatre entre 1965 et 1994. Certains de ses documentaires sont présentés de façon permanente dans différentes institutions dont l'Ellis Island Museum à New York et le D-Day muséum à la Nouvelle-Orléans.
Il meurt le 9 octobre 2002 à Washington d'un cancer du pancréas.

## Filmographie
- A City Decides (en), 1956, nommé aux Oscars
- Hold-up en 120 secondes (The Great St. Louis Bank Robbery), 1959 (fiction)
- Nine from Little Rock, 1964, remporte l'Oscar du meilleur documentaire en 1965
- Children Without (en), 1964, nommé aux Oscars
- Monument to the Dream (en), 1967, nommé aux Oscars
- Robert Kennedy Remembered, 1968, remporte l'Oscar du meilleur documentaire en 1969
- The Klan: A Legacy of Hate in America (en), 1982 (producteur), nommé aux Oscars
- High Schools, 1983, nommé aux Oscars
- The Making of Liberty, 1986[3]
- The Johnstown Flood, 1989, remporte l'Oscar du meilleur court-métrage
- A Time for Justice, 1994, remporte l'Oscar du meilleur court-métrage en 1995
- D-Day Remembered, 1994, nommé aux Oscars
- The Shadow of Hate (en), 1995, nommé aux Oscars
- A Place in the Land (en), 1998, nommé aux Oscars